# 标普全球评级

標普評估的國家債信等級

| AAA | AA+ | AA | AA- | A+ | A | A- | BBB+ | BBB | BBB- |

| BB+ | BB | BB- | B+ | B | B- | CCC+ | CCC | CCC- | D |

標準普爾（英語：S&P Global Ratings，原名Standard & Poor's，簡稱標普）是一家位於美國紐約的世界權威金融分析機構，其專門研究分析股票、債券和商品等金融資產，並提供投資者信用評級、獨立分析研究、投資顧問等服務，其中包括反映全球股市表現的標準普爾全球1200指數和為美國投資組合指數的基準的標準普爾500指數等一系列指數。
其前身普爾出版公司由亨利·瓦納姆·普爾（Mr Henry Varnum Poor）於1860年創立，於1941年併購標準統計公司；今日其母公司為麥格勞-希爾集團（McGraw-Hill）。其1975年與穆迪及惠譽一同獲美國證監會認證為「國家認證評級組織」（Nationally Recognized Statistical Rating Organization），至今此三大機構已成壟斷全行的國際權威。

## 事件

### 降級美國
2011年8月5日，由于美国政府的削减财政赤字计划未达到标准普尔期望的4万亿美元标准，标准普尔降低了美国政府的AAA主权信用评级至AA+级，并将评级前景定为负面，引发了全球金融业的剧烈波动。这也是94年以来美国政府主权信用评级首次被降低。